# Шоруньжа
Шоруньжа́ (рос. Шоруньжа, марій. Унчо) — село у складі Моркинського району Марій Ел, Росія. Адміністративний центр Шоруньжинського сільського поселення.
Стара назва — Шор-Уньжа.

## Населення
Населення — 899 осіб (2010; 970 у 2002).
Національний склад (станом на 2002 рік):
- марі — 99 %